# Przeszczepienie trzustki
Przeszczepienie trzustki – transplantacja trzustki, rozwinięta w 2. połowie XX wieku.

## Historia
Zainteresowanie przeszczepianiem trzustki jako metodą leczenia cukrzycy typu 1 pojawiło się praktycznie w momencie odkrycia właściwości i pochodzenia insuliny, ale początek rozwoju transplantacji trzustki miał miejsce w latach 60. XX wieku. Pionierzy, czyli William Kelly i Richard Lillehei z Uniwersytetu Minnesoty, w 1966 r. podjęli się pierwszego jednoczesnego przeszczepienia trzustki i nerki (SPK, z ang. simultaneous pancreas-kidney transplantation) u człowieka. W leczeniu immunosupresyjnym zastosowano dostępną wówczas azatioprynę i prednizon. Przeszczepioną trzustkę napromieniono, co miało zahamować wydzielanie soku trzustkowego. 28-letnia pacjentka chorująca od dzieciństwa na cukrzycę typu 1 nie wymagała podaży insuliny tylko przez pierwszych 6 dni, wskutek powikłań trzustkę wraz z nerką usunięto, a biorczyni zmarła 13 dni później. W latach 1970–2007 doskonalono technikę przeszczepiania trzustki stosując m.in. metodę opartą na drenażu pęcherzowym (Hans Sollinger w 1983 r.). Metoda ta stała się przełomem w transplantacji trzustki. Kolejny krok milowy w transplantologii trzustki dokonali w 1987 r. Dai Nghiem i Robert Corry, którzy zmodyfikowali technikę drenażu pęcherzowego poprzez zespolenie pęcherza moczowego z dwunastnicą. W 1984 r. Thomas Starzl zaproponował zespolenie jelitowe, które w praktyce oceniono jako bardziej fizjologiczne niż zespolenie z pęcherzem i jest stosowane z różnymi drobnymi modyfikacjami po dziś dzień. W Polsce pierwszą próbę transplantacji trzustki, która zakończyła się niestety niepowodzeniem, podjął prof. Stanisław Zieliński w Szczecinie. Pierwsze udane jednoczesne przeszczepienie trzustki i nerki w Polsce przeprowadził 4 lutego 1988 r. prof. Jacek Szmidt w Warszawie.

## Rodzaje zabiegu przeszczepienia trzustki
1. SPK (z ang. simultaneous pancreas-kidney transplantation) – przeszczepienie trzustki razem jednoczasowo z nerką pochodzącą od tego samego dawcy (80–90%). 
2. PTA (z ang. pancreas transplant alone) – przeszczepienie izolowanej trzustki lub po wcześniejszym przeszczepieniu nerki od innego dawcy (PAK, pancreas after kidney), z możliwością przeszczepienia nerki od dawcy żywego (LDKtx).
3. ITA (z ang. islets transplantation alone) – przeszczepienie wysp trzustkowych proponuje się chorym z większym ryzykiem zabiegu operacyjnego. Może ono być także wykonywane jednoczasowo z nerką (SIKTx, ang. simultaneous islets kidney transplantation) lub po nerce (IAK, ang. islets after kidney transplantation).

## Kwalifikacja do przeszczepienia trzustki
Według Amerykańskich danych (OPTN/SRTR 2016 Annual Data Report) niemalże 90% trzustek przeszczepianych jest pacjentom z cukrzycą typu I oraz jej powikłaniami.
Wskazaniem do jednoczasowego przeszczepienia nerki i trzustki jest:
- cukrzyca typu I (potwierdzoną śladowym wytwarzaniem peptydu C, ≤ 0,6 ng/ml),
- nefropatia cukrzycową i niewydolnością nerek w stopniu 5 lub 4 wg podziału WHO (GFR<20ml/min/1,73m2, a w niektórych przypadkach również chorzy z GFR 20-30 ml/min/1,73m2). Najczęściej są to pacjenci już włączeni do programu hemodializ.[11]

Wskazania do przeszczepienia samej trzustki:
- cukrzyca typu I (C-peptyd ≤ 0,6 ng/ml)
- brak niewydolności nerek lub nefropatia w początkowym stadium (GFR>40ml/min/1,73m2),
- częste i ciężkie epizody hipoglikemii bez poprzedzających objawów,
- zła kontrola metaboliczna z nawracającymi epizodami kwasicy ketonowej,
- problemy emocjonalne związane z podażą insuliny,
- szybko postępujące powikłania mikroangiopatyczne (neuropatia, retinopatia, nefropatia),
- techniczne problemy z iniekcjami insuliny, brak możliwości intensywnego leczenia zachowawczego (brak akceptacji lub możliwości finansowych leczenia pompą insulinową)[12][13].

Coraz większą grupą pacjentów, którzy są poddawani przeszczepieniu trzustki są pacjenci z cukrzycą typu II. Na podstawie wieloletnich obserwacji opracowano następujące wskazania do przeszczepienia w tej grupie pacjentów:
- peptyd C < 1,8 ng/ml,
- BMI < 30 kg/m2,
- częste epizody neuroglikopenii, nieświadomość hipoglikemii,
- częste epizody hiperglikemii z towarzyszącą kwasicą ketonową,
- minimalne powikłania sercowo-naczyniowe (bez amputacji kończyn, bez zaburzeń kurczliwości mięśnia sercowego w ECHO, niepalący),
- późny początek cukrzycy z dobowym zapotrzebowaniem na insulinę < 1U/kg/24h przez ostatnich 5 lat[14].

### Przeciwwskazania bezwzględne i względne do przeszczepienia trzustki[13]
Przed rozpoczęciem procesu kwalifikacji do SPK/PTA należy sprawdzić, czy u chorego nie występują bezwzględne przeciwwskazania do przeszczepienia narządu: 
- aktywna infekcja
- czynna choroba nowotworowa (lub do 2-5 lat od wyleczenia),
- uzależnienie od substancji psychoaktywnych,
- niekontrolowana choroba psychiatryczna,
- udokumentowany braku współpracy i niestosowanie się do zaleceń,
- krótka szacowana dalszej długość życia (<1 roku),
- objawy dusznicy bolesnej lub ciężkiej choroby wieńcowej u chorego nie kwalifikującego się do angioplastyki lub pomostowania,
- zachowanie wydzielania insuliny endogennej (stężenie peptydu C na czczo > 0,6 ng/ml),
- zapotrzebowanie na insulinę egzogenną > 1U/kg m.c./24 godziny.

Przeszczepienie trzustki jest rozległym zabiegiem w obrębie jamy brzusznej, obarczonym większą liczbą powikłań niż transplantacja samej nerki. Dlatego kandydaci do SPK i PTA są młodsi (z reguły <50 rż, decyduje wiek biologiczny) i mają mniej chorób współistniejących. 
Podstawowym kryterium kwalifikacji jest wykluczenie choroby wieńcowej, choroby naczyń mózgowych oraz tętnic kończyn dolnych. Celem ustalenia obecności zwapnień w naczyniach biodrowych przeprowadza się ultrasononografię dopplerowską, ewentualnie angiografię tomografii komputerowej (angio-TK). 
Inne czynniki brane pod uwagę przy kwalifikacji biorcy:
1. Otyłość jest znanym czynnikiem ryzyka wystąpienia powikłań pooperacyjnych i utraty czynności przeszczepionej trzustki. Chorzy w procesie kwalifikacji powinni dążyć do uzyskania masy ciała zbliżonej do prawidłowej[13]. Podobnie istotny jest niedożywienie, które istotnie zwiększa ryzyko powikłań m.in. zaburzeń gojenia i towarzyszących infekcji.
2. Ocena czynności wątroby ma bardzo duże znaczenie dla przewidzenia ewentualnego zaburzenia procesów krzepnięcia krwi i uniknięcia powikłań pooperacyjnych[13].
3. Podstawowym kryterium jest wiek biologiczny biorcy, co oznacza, że przyjęta górna granica wieku około 50 lat może być przekroczona[13]

Kwalifikacja do SPK jest decyzją zespołu specjalistów: diabetologa, nefrologa, chirurga transplantologa, kardiologa i opiera się na indywidualnej ocenie sytuacji klinicznej pacjenta.
Badania i konsultacje muszą być aktualizowane corocznie w okresie oczekiwania na przeszczepienie.
Jeśli ryzyko u pacjenta jest ocenione jako wysokie, lepiej zakwalifikować chorego do mniej obciążającej operacji transplantacji samej nerki (od dawcy zmarłego lub żywego) i dopiero później rozważyć przeszczepienie samej trzustki (PAK).